# 詹姆斯·约翰斯顿·佩蒂格鲁
詹姆斯·約翰斯頓·佩蒂格魯（James Johnston Pettigrew，1828年7月4日—1863年7月17日），美国南北战争时期南军陆军准将。
佩蒂格鲁在蓋茨堡之役中指挥南军发起皮克特冲锋，遭遇惨败。战役结束后不久，在南军撒退至弗吉尼亚的过程中，佩蒂格魯陣亡。